# Jules Lecomte (1899-1934)
Pour les articles homonymes, voir Jules Lecomte et Lecomte.
Pour l’article ayant un titre homophone, voir Jules Leconte.
Jules Lecomte, né le 16 mars 1899 à Nantes et mort le 12 février 1934 à Paris, est un ouvrier et militant de l'Action française durant l'Entre-deux-guerres.

## Biographie
Né de parents vendéens, Jules Lecomte passe une partie de son enfance à l'île d'Yeu. Il fut élève d'une école professionnelle. En 1918, il s'engage dans la marine. Du 24 avril au 10 août 1918, il sert au centre de dirigeables de Guipavas sous les ordres de l'amiral Schwerer. Il embarque le 11 septembre 1918 sur un patrouilleur de la Loire. En janvier 1920, il termine son service en tant que quartier-maître mécanicien. Il poursuit sa carrière maritime sur les navires de commerce en tant que second maître mécanicien. Le 29 mai 1925, il s'inscrit à l'Action française et s'engage au sein des Camelots du Roi à la section du 14e arrondissement de Paris. Tandis qu'il travaille à Renault en tant qu'ouvrier, il devient chef de la 14e équipe des commissaires et Camelots du Roi.
Lors de l'émeute du 6 février 1934, Jules Lecomte reçoit une balle dans le ventre tirée par les forces de police place de la Concorde. Il est immédiatement amené à l'hôpital Beaujon où il succombe de sa blessure le 12 février. Marié, sans enfant, il décède à l'âge de 34 ans.
Le 17 février 1934, il est enterré au cimetière de Vaugirard.

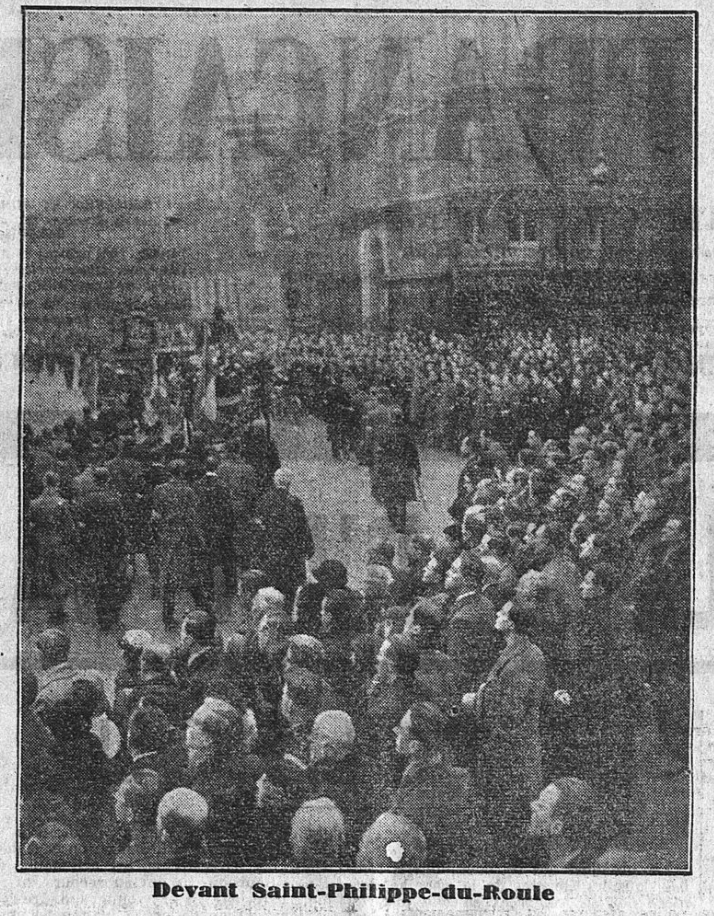
Obsèques de Jules Lecomte le 17 février 1934